# المعهد العالي للفنون المسرحية (دمشق)
المعهد العالي للفنون المسرحية هو مؤسسة جامعية تُعِد الطلبة لنيل درجة الإجازة في الفنون المسرحية في أقسام اختصاصية متعددة، كما يوفر فرصاً للدراسات العليا وللبحث العلمي في الدراسات المسرحية كما يقوم بعقد دورات متخصصة للعاملين في حقول الفنون المسرحية على اختلافها كذلك للمهتمين بها. ومقره في دمشق سوريا، أُنشئ عام 1977 هدفه تخريج الاختصاصيين في مختلف فروع الفنون المسرحية لتحقيق نهضة مسرحية سورية أصيلة. سابقا كان يوجد قسم للتمثيل والموسيقا والنقد المسرحي فقط وأضيف إليها أقسام جديدة مؤخرا.

## الانتساب
شروط الانتساب إليه أن يكون المتقدم حاصلا على الشهادة الثانوية وألا يتجاوز عمره 22 سنة وأن يجتاز مسابقة تحتوي على مشهد تمثيلي ومشهد إيمائي وبعض امتحانات أخرى مثل إلقاء مقطع من قصيدة شعرية ومقطع سيناريو من قصة واختبارات في سرعة البديهة واللياقة البدنية.

## التأسيس
أنشئ المعهد العالي للفنون المسرحية بدمشق سنة 1977 بعد اتفاق مجموعة من المثقفين والأكاديميين السوريين أمثال أ.د. غسان المالح وسعد الله ونوس وفواز الساجر مع د.نبيل الحفار ود.حنان قصاب حسن ود.ماري إلياس على تأسيس أكاديمية ثقافية تهدف لتخريج اختصاصيين في مختلف مجالات الفن المسرحي.

## الأقسام
وقد تألف المعهد بداية من قسمي التمثيل والنقد والأدب المسرحي ثم توسع وتنوعت أقسامه حيث تم نقل مقره من دمر إلى ساحة الأمويين في دمشق عام 1990 ليغدو أكثر رحابة وفنية في طرازه المعماري.
استلم الموسيقار الراحل صلحي الوادي مؤسس «الفرقة الوطنية السيمفونية» عام 93 عمادة هذه المؤسسة التي تألفت بطابقيها من المعهد العالي للموسيقى والمعهد المسرحي بأقسامه التي تنوعت الآن ما بين السينوغرافيا والتصميم والتقنيات المسرحية، مع قسمي التمثيل والنقد والباليه أو الرقص التعبيري.
ويخطط المعهد حاليا لاستكمال أقسامه ليضيف قسم تكنولوجيا المسرح وإدارة المنصة ومن ثم قسم الإخراج مع العلم أن مجموعة من الدورات التدريبية أو ورشات العمل المختصة بهذه المجالات وغيرها من كتابة وفنون أداء تقام باستمرار بإشراف كوادر وخبرات مستقدمة من الخارج للعاملين والمهتمين بمجالات المسرح.
أخرج المعهد طلابا لمعت أسماؤهم مع الزمن في مجالات التمثيل والإخراج والدراما والكتابة والصحافة فمن خريجي قسم التمثيل مثلاً كان جمال سليمان دفعة عام 1981 وجيانا عيد 1982 وأمل عمران 1989 وباسم ياخور عام 1993 وسامر المصري 1996 وقصي خولي عام 1999 وتيم الحسن 2001 وآخرون كثر.
ويسير التوجه التدريسي في المعهد اليوم نحو التخصص المتشعب عن الاختصاص الواحد كأن يكون في السنة الرابعة من دراسة التمثيل مثلاً اختصاص الإخراج.
ويخضع الطلاب المتقدمون للدراسة المسرحية لامتحانات قبول تقييم موهبتهم مثلا في السينوغرافيا على صعيد الرسم والتصميم الديكوري أو في التمثيل حيث يخضع المتقدم للجنة مكونة من عدة ممثلين كبار ونقاد من أساتذة المعهد يقيمون المشهد التمثيلي الذي يجب على الطالب أداؤه والذي ينتقل بناء على نجاحه فيه إلى ورشة عمل ليخضع للتدريب المكثف الذي يؤهله لدخول الامتحان الثاني.
وكذلك الأمر بالنسبة لطلاب الدراسات المسرحية /النقد سابقا/ الذين يخضعون لامتحانين تحريري وشفهي يقيمان ثقافة المتقدم ومدى امتلاكه لأدوات الكتابة من محاكمة وتحليل نقدي ولغة صحفية.
وفي السنة الرابعة سنة التخرج يقدم طلاب كل من الأقسام الثلاثة /الدراسات التمثيل والسينوغرافيا /إضافة لقسم الرقص التعبيري مشاريع تخرج أساسية لنيل الإجازة في الاختصاص المدروس فقسم الرقص والتمثيل يقدم كل منهما عرضا جماعيا بإشراف أحد أساتذة القسم.
وطالب النقد مخير بين تقديم بحث تحليلي نقدي لإحدى الموضوعات التي يدرسها خلال سنواته الأربع أو كتابة نص مسرحي يتم تقييمه من قبل لجنة تحدد معدل تخرجه.
وتعتبر الإجازة التي يعطيها المعهد لخريجيه شهادة من الدرجة الأولى تعادل الليسانس الجامعي في التعامل الإداري على الصعيد الوظيفي وينضم خريجو المعهد بشكل تلقائي إلى نقابة الفنانين إضافة إلى منح يستفيد المتفوقون من مزاياها كالمنحة التي يقدمها المعهد بالتعاون مع الدولة الفرنسية كل عام والتي يسافر الخريجون الأوائل بموجبها إلى فرنسا لحضور مهرجان أفنيون المسرحي العالمي كمكافأة تشجيعية.
وتقدم وزارة التعليم العالي وكذلك وزارة التربية منحا سنوية لإيفاد الطلاب الراغبين بإكمال دراستهم العليا إلى الخارج إضافة إلى منح المراكز الثقافية الأجنبية كالمركز الثقافي الفرنسي ومعهد غوته الألماني والمجلس الثقافي البريطاني.
ويتم إيقاف الإيفاد الخاص بقسم ما بالمعهد لفترة محددة لإعطاء فرصة معادلة لأقسام المعهد الأخرى لكي تستوفي حاجتها من الأساتذة الجامعيين الاختصاصيين في مختلف مجالات المسرح ويعود هؤلاء بموجب شروط البعثة للتدريس في المعهد ضعف مدة إيفادهم، وبهذا يعالج المعهد التابع كملاك وكمؤسسة تعليمية لوزارة الثقافة أزمة المواد التي لا يمتلك أساتذة مختصين لتدريسها والتي يستعين عليها بطلب الخبرات الأجنبية وبالأخص الروسية.
يتوسع المعهد مع تزايد عدد طلابه وتشعب أقسامه ليستحدث بالتالي قاعات ليونة جديدة لطلبة الباليه واستديوهات للتمثيل وقاعات استماع ومشاهدة تحتوي تقنيات سينمائية وصوتية لمختلف الأقسام، ويحتوي المعهد على مسرح دائري ومسرح علبة إيطالية إضافة إلى مسرح مكشوف يتوسط المعهد وبناء دار الأوبرا لتقديم عروض الطلبة واستضافة العروض المحلية والعالمية على خشباته.
ويعزو نمو المعهد المسرحي إلى ازدهار صناعة الدراما بمختلف أشكالها المسرحية والتلفزيونية في سوريا مما أدى إلى تزايد إقبال الشباب على الانتساب إليه.